# あまりにも素敵な夜だから
『あまりにも素敵な夜だから』（あまりにもすてきなよるだから）は、[ALEXANDROS]の楽曲。2019年10月30日にユニバーサルミュージックから3作目の配信限定シングルとしてデジタルリリースされた。

## 概要
- 前作『月色ホライズン』から約3ヶ月振りのリリース。
- 表題曲「あまりにも素敵な夜だから」は、NHK ドラマ10『ミス・ジコチョー〜天才・天ノ教授の調査ファイル〜』の主題歌である。

## 収録曲
1. あまりにも素敵な夜だから
作詞・作曲：川上洋平
編曲：[ALEXANDROS]、Takashi Saze
  - NHK ドラマ10『ミス・ジコチョー〜天才・天ノ教授の調査ファイル〜』主題歌